# Vladimir Jokić
Vladmir Jokić (Kotor, 24. januar 1988) crnogorski je političar koji trenutno vrši funkciju predsednika opštine Kotor. Član je Demokratske Crne Gore.

## Biografija
Vladimir Jokić je rođen 24. januara 1988. godine u Kotoru, u tadašnjoj SR Crnoj Gori, te SFR Jugoslaviji. Diplomirao je na Pravnom fakultetu Univerziteta u Beogradu na teorijsko-pravnom smeru.
Praksu i stručnu obuku obavljao u „Ernst & Young“ u Beogradu 2012. godine, na poslovima vezanim za radno, privredno i poresko pravo.  U periodu od 2010. godine do 2014. godine obavljao je poslove advokatskog pomoćnika u advokatskoj kancelariji Petković u Beogradu gdje se posebno specijalizovao u oblasti privrednog i sportskog prava.
Od 2014. godine obavlja pravne poslove u knjigovodstvenoj agenciji “Jokić 4V” DOO iz Kotora.
Od 2012. godine je suvlasnik privrednog društva “ABPM Sport Agency” DOO iz Beograda, koje pruža konslating usluge u oblasti sporta, prava i privrede i razvija internet start-up projekte
Predsednik je Opštinskog odbora Demokrata Kotor, član Glavnog odbora Demokratske Crne Gore i član Predsedništva Demokratske Crne Gore.